# Lee Calhoun
Lee Calhoun (anglès: Lee Quincy Calhoun)  (Laurel, 23 de febrer de 1933 - Erie, 21 de juny de 1989) fou un atleta estatunidenc, especialista en els 110 metres tanques i guanyador de dues medalles olímpiques.

## Biografia
Va néixer el 23 de febrer de 1933 a la ciutat de Laurel, població situada a l'estat de Mississipi. Va morir el 21 de juny de 1989 a la ciutat d'Erie, població situada a l'estat de Pennsilvània, als 56 anys.

## Carrera esportiva
Especialista en els 110 metres tanques, va participar als 23 anys en els Jocs Olímpics d'Estiu de 1956 realitzats a Melbourne (Austràlia), on va aconseguir guanyar la medalla d'or en aquesta prova i establir un nou rècord olímpic amb un temps de 13.5 segons. En els Jocs Olímpics d'Estiu de 1960 realitzats a Roma (Itàlia) aconseguí revalidar el seu títol olímpic, esdevenint el primer atleta a aconseguir aquesta gesta en aquesta prova.
Al llarg de la seva carrera aconseguí guanyar una medalla de plata en els Jocs Panamericans. El 21 d'agost de 1960 aconseguí establir un nou rècord del món de la disciplina, amb un temps de 13.2 segons, un rècord que fou vigent fins al juliol de 1967.
El 1974 fou inclòs al National Track and Field Hall of Fame dels Estats Units.

## Millors marques
- 110 metres tanques. 13.2" (1960)[4]